# Dieter Rauer
Dieter Rauer (* 2. Dezember 1950 in Wunstorf; † 8. Dezember 2023) war ein deutscher Politiker (SPD). Er war von 1996 bis 1999 Oberbürgermeister der Stadt Gelsenkirchen.

## Leben
Dieter Rauer studierte Wirtschafts- und Sozialwissenschaften an der Ruhr-Universität Bochum. Er war von 1976 bis 1986 als Studienrat an der Eduard-Spranger-Schule in Gelsenkirchen-Buer und von 1986 bis 1987 als Studiendirektor an der Berufsschule für Landesfachklassen tätig. 1987 wurde er Leiter der Berufsschule für Wirtschaft und Verwaltung in Gelsenkirchen, die er bis 1998 innehatte.
Rauer trat 1969 in die SPD ein, wurde 1975 Stadtverordneter und war von 1987 bis 1996 Vorsitzender der SPD-Fraktion im Gelsenkirchener Rat. Von 1996 bis 1999 amtierte er als Oberbürgermeister der Stadt Gelsenkirchen. In diese Zeit fiel die Bundesgartenschau 1997.
Während seiner Amtszeit als Oberbürgermeister wurde er wegen der von ihm unternommenen Dienstreisen in die Vereinigten Staaten sowie aufgrund einer eigenmächtig erteilten Baugenehmigung für sein Privathaus in den Medien kritisiert.
Dieter Rauer war ab 1981 verheiratet und hatte zwei Kinder. Er starb am 8. Dezember 2023 im Alter von 73 Jahren.